# Anna Bogdanova
Anna Andrejevna Bogdanova (Russisch: Анна Андреевна Богданова) (Leningrad, 21 oktober 1984) is een Russische meerkampster. Ze nam eenmaal deel aan de Olympische Spelen, maar won bij die gelegenheid geen medailles.

## Loopbaan
Op de wereldkampioenschappen van 2007 in het Japanse Osaka eindigde Anna Bogdanova op een tiende plaats op de zevenkamp, nadat zij eerder dat jaar haar eerste nationale titel op dit onderdeel had veroverd.
Een van haar beste prestaties leverde Bogdanova in 2008 door op de wereldindoorkampioenschappen in het Spaanse Valencia een bronzen medaille te winnen op de vijfkamp. Met 4753 punten eindigde ze achter de Belgische Tia Hellebaut (goud; 4867 p) en de Britse Kelly Sotherton (zilver; 4852 p).
Op de Olympische Spelen van 2008 in Peking verbeterde ze haar persoonlijk record tot 6465 punten en eindigde hiermee op een zesde plaats. Deze wedstrijd werd gewonnen door de Oekraïense Natalja Dobrynska met 6733 punten. Een jaar later behaalde zij haar grootste triomf door in het Italiaanse Turijn op de vijfkamp de Europese indoortitel te veroveren met een totaal van 4761 punten, waarbij ze zegge en schrijve één punt verwijderd bleef van haar beste prestatie ooit, geleverd in 2008. In deze wedstrijd bleef zij onder andere de Nederlandse Jolanda Keizer voor, die met 4644 punten het zilver voor zich opeiste.

## Titels
- Europees indoorkampioene vijfkamp - 2009
- Russisch kampioene zevenkamp - 2007
- Russisch indoorkampioene vijfkamp - 2008

## Persoonlijke records
Outdoor
| Onderdeel    | Prestatie | Datum             | Plaats  |
| ------------ | --------- | ----------------- | ------- |
| 200 m        | 24,24 s   | 15 augustus 2008  | Peking  |
| 800 m        | 2.09,45   | 16 augustus 2008  | Peking  |
| 100 m horden | 13,09 s   | 15 augustus 2008  | Peking  |
| hoogspringen | 1,88 m    | 31 mei 2008       | Götzis  |
| verspringen  | 6,49 m    | 1 juni 2008       | Götzis  |
| kogelstoten  | 14,64 m   | 31 mei 2008       | Götzis  |
| speerwerpen  | 43,62 m   | 18 september 2011 | Talence |
| zevenkamp    | 6465 p    | 16 augustus 2008  | Peking  |

Indoor
| Onderdeel    | Prestatie | Datum           | Plaats |
| ------------ | --------- | --------------- | ------ |
| 800 m        | 2.15,06   | 10 januari 2008 | Moskou |
| 60 m horden  | 8,19 s    | 6 maart 2009    | Turijn |
| hoogspringen | 1,86 m    | 6 maart 2009    | Turijn |
| verspringen  | 6,54 m    | 4 februari 2009 | Penza  |
| kogelstoten  | 14,83 m   | 6 maart 2009    | Turijn |
| vijfkamp     | 4784 p    | 4 februari 2009 | Penza  |

## Palmares

### vijfkamp
- 2007: 13e EK indoor - 4272 p
- 2008:  WK indoor - 4753 p
- 2009:  EK indoor - 4761 p

### zevenkamp
- 2007: 10e WK - 6243 p
- 2008: 5e OS - 6465 p